# Maja Elisabeth Lindbom Poulsen
Maja Elisabeth Lindbom Poulsen (født 1. maj 2004) er en kvindelig dansk fodboldspiller, der spiller som keeper for Kolding Q i Gjensidige Kvindeligaen.
Hun har spillet for Kolding Q siden 2018.

## Eksterne Henvisninger
- Maja Elisabeth Lindbom Poulsens spillerprofil på Soccerdonna.de (tysk)